# Jezioro Folwarczne
Jezioro Folwarczne – jezioro wytopiskowe na Pojezierzu Kaszubskim w powiecie wejherowskim (województwo pomorskie). Jezioro Folwarczne położone jest na północnozachodnim krańcu Kaszubskiego Parku Krajobrazowego w zespole jezior Potęgowskich.
Powierzchnia zwierciadła wody według różnych źródeł wynosi od 12,5 ha do 12,9 ha.
Zwierciadło wody położone jest na wysokości 152,7 m n.p.m. lub 154 m n.p.m. Maksymalna głębokość  jeziora wynosi 7,2 m.